# Juliette Hampton Morgan
Juliette Hampton Morgan (21 de febrer de 1914 - 16 de juliol de 1957) va ser una bibliotecària i activista de drets civils a Montgomery, Alabama. L'única filla d'una família blanca benestant, Morgan va ser un membre primerenc de la comunitat que va impulsar la integració. Com a bibliotecària, va parlar sovint dels actes d'injustícia que va presenciar contra els afroamericans escrivint cartes al diari local Montgomery Advertiser. Va ser castigada per la comunitat per les seves opinions racials, i va ser assenyalada pels segregacionistes que li van trencar finestres i van cremar una creu al pati davanter de casa seva. No va poder suportar la tensió causada per les represàlies incessants provocades per les seves opinions, i es va suicidar.

## Joventut i educació
Juliette Morgan era una única filla, nascuda a Frank P. i Lila Bess Olin Morgan de Montgomery, Alabama. La seva família era molt destacada a la comunitat i eren sudistes de la setena generació. Entre els amics dels Morgans hi havia Zelda i F. Scott Fitzgerald, i Tallulah Bankhead. Morgan va assistir a l'escola secundària Sidney Lanier de Montgomery. El 1934 Morgan es va graduar Phi Beta Kappa per la Universitat d'Alabama (Tuscaloosa) amb una llicenciatura en literatura anglesa i en ciències polítiques. El curs següent, va obtenir el seu màster en anglès.
Després de la seva graduació, Morgan va tornar a Montgomery per convertir-se en professora d'escola pública a la seva antiga escola secundària. El 1942 es converteix en bibliotecària de referència a la Biblioteca Carnegie de Montgomery, on finalment va ser promoguda com a directora de recerca de la Biblioteca Pública Montgomery.

## Activisme pels drets civils i justícia social
Morgan va estar activa en moltes associacions després de graduar-se a la universitat. Es va incorporar al Franklin Roosevelt's New Deal Club, al Southern Conference Education Fund, i l'Alabama Council on Human Relations (del qual era una de les poques integrants blanca). Va escriure sovint al diari local, Montgomery Advertiser, en suport de les lleis federals anti-llinxament i per abolir l'impost sobre sufragi (poll tax).
Les primeres declaracions de Morgan sobre temes de justícia social van aparèixer el 1932 quan va parlar en defensa de la maternitat i la formació especial per a dones, com ara classes d'economia domèstica, i va ampliar el seu suport per crear un departament federal de benestar infantil. El 1938, va escriure cartes en defensa de la "Dona del Sud", desafiant les nocions preconcebudes de l'època.
Morgan també es va implicar en un grup de pregàries interracial per a les dones, la Fellowship of the Concerned. Les reunions del grup s'havien de celebrar a les esglésies afroamericanes. Les ésglésies blanques es van negar a permetre al grup utilitzar les seves instal·lacions perquè les reunions d'integració violaven el codi municipal de la ciutat. Va ser durant aquest temps que Morgan es va tornar més activa en drets civils.
Tot i que Morgan es podia permetre tenir un automòvil, patia una gran ansietat que li va prohibir conduir. Degut a això, Morgan va agafar els autobusos de la ciutat des de casa seva, on vivia amb la seva mare, fins al seu treball a la Biblioteca Pública Montgomery. Sovint assistiria al tractament injust dels pilots de bus blancs per part dels passatgers afroamericans. Un incident en particular va enutjar Morgan. quan va presenciar una dona afroamericana que seguia el costum de l'època: pagar el seu bitllet a la part davantera de l'autobús, sortir del mateix, i dirigir-se a la porta posterior per pujar a la part del darrere de l'autobús. En aquesta ocasió, però, el conductor del bus va marxar quan la dona intentava tornar a entrar. Morgan es va aixecar i va prémer el cordó d'emergència, aturant l'autobús. Va cridar al conductor i va exigir que deixés pujar la dona de nou a l'autobús. Morgan continuaria repetint aquesta acció quan fos necessari durant diversos anys.
La carta de Morgan li va comportar pagar un alt preu, ja que molts membres de la comunitat blanca van començar a condemnar-la públicament. Fins i tot va ser acomiadada d'una feina a una llibreria que tenia després d'haver-se graduat a la universitat a causa de la carta que havia publicat al diari.

## Boicot al bus de Montgomery

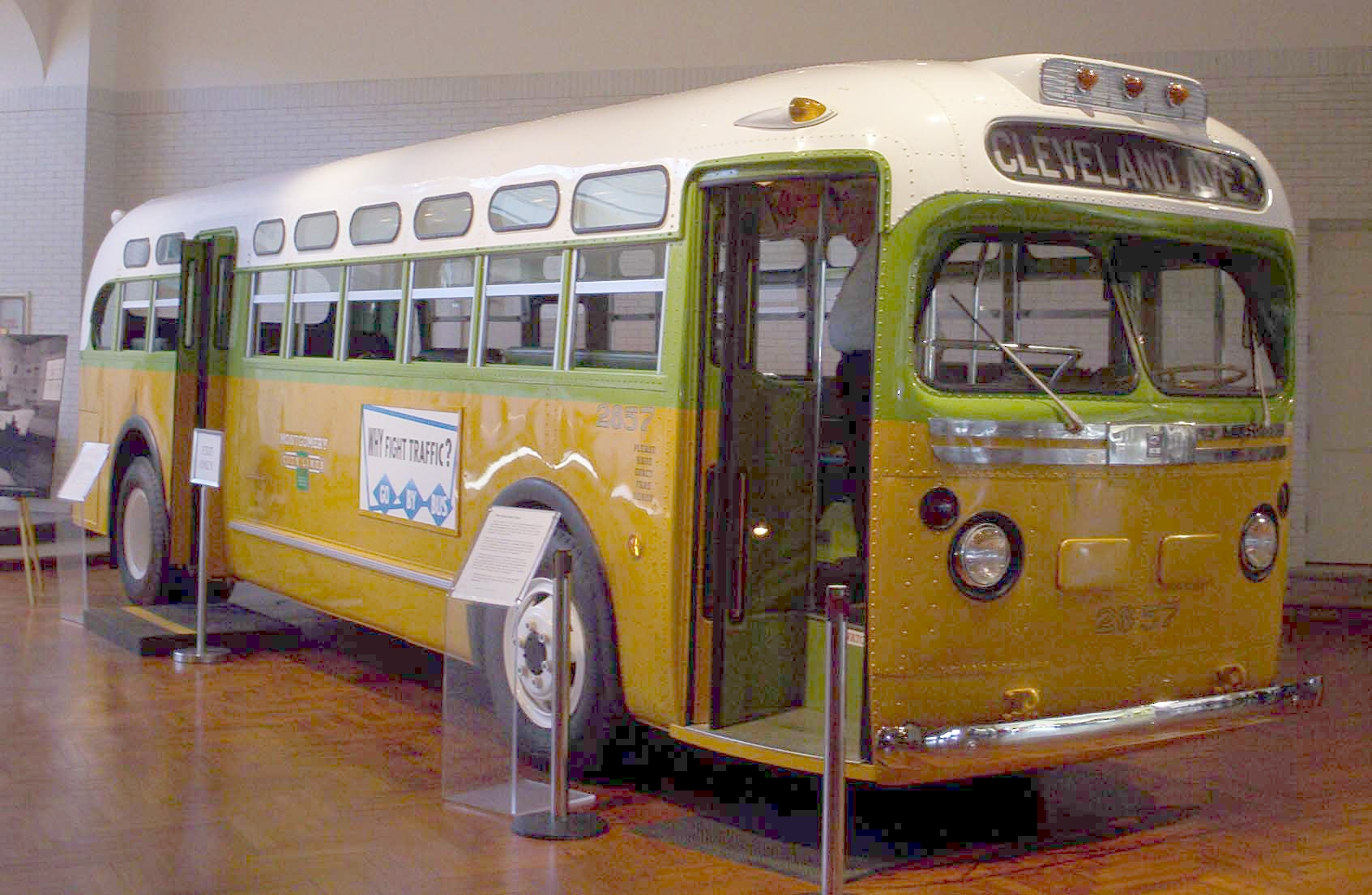
El bus original en el qual Rosa Parks va anar a Montgomery, Alabama

L'1 de desembre de 1955, Rosa Parks va ser arrestada després de negar-se a renunciar al seu seient i traslladar-se a la part posterior d'un autobús de la ciutat de Montgomery. Onze dies després, el 12 de desembre de 1955, Morgan va escriure una altra carta a l'editor de Montgomery Advertiser en suport de la Sra Parks i del boicot que va seguir. Ella declararia a la seva carta: 
 Els negres de Montgomery semblen haver pres la lliçó de Gandhi... La seva pròpia tasca és superior a la de Gandhi, però tenen un major prejudici a superar. Pensem que la història s'està fent a Montgomery avui dia... Costa imaginar una ànima tan morta, un cor tan dur, una visió tan cegada i provinciana que no es mogui amb admiració per la tranquil·la dignitat, disciplina i dedicació amb què els negres han dut a terme el seu boicot. 

## Defensa continuada dels drets civils
Morgan va començar a rebre correus d'odi i trucades telefòniques amenaçadores en represàlia per expressar les seves opinions racials. WA Gayle, l'alcalde de Montgomery i membre del segregacionista White Citizen's Council, va amenaçar el consell de la biblioteca i va exigir que acomiadessin a Morgan. El consell de la biblioteca es va negar, afirmant que aquesta decisió violava els seus drets de la Primera Esmena. Tanmateix, els funcionaris de la biblioteca van demanar a Morgan que no escrigués més cartes. Molts mecenes blancs havien destruït les seves targetes de la biblioteca i havien boicotejat la institució per protestar per les opinions de Morgan. Morgan va acceptar suspendre la seva escriptura per amor a la biblioteca i va aturar les seves cartes durant gairebé un any.
Amb el temps, Morgan no va poder callar i va reprendre la seva escriptura pública. El 1956, Morgan va escriure als diaris per criticar durament l'expulsió de la Universitat d'Alabama de l'estudiant Autherine Lucy, la primera estudiant negra en cursar estudis a la universitat.

 El gener de 1957, Buford Boone, editor de la Tuscaloosa News, va venir a Montgomery. Allà va parlar contra la injustícia racial i va acusar públicament al White Citizen's Council de l'augment de la violència observada a la comunitat durant l'any passat. Més tard, Morgan va escriure una carta de lloança particular directa a Boone, on va declararia: 
 Hi ha tanta gent del Sud de diversos àmbits de la vida que saben que tens raó. [... ] Saben que el que anomenen "la nostra manera de viure sud" ha de canviar inevitablement. Molts d'ells fins i tot estan ansiosos de canvi, però tenen por d'expressar-se –tant por de quedar-se sols, de sortir nus com fos. Tothom que parla com tu, que té la fe de fer allò que creu justament en menysprear les conseqüències, fa un gran bé per preparar el camí cap a un futur més feliç i equitatiu per a tots els nord-americans. Ajudes a bescanviar el mal comportament d'Alabama als ulls de la nació i del món. M’havia començat a preguntar si hi havia algun home a l'estat –alguns homes blancs– amb alguna valoració sana de la nostra situació aquí a mitjans del segle xx, amb bona voluntat i, sobretot, amb un valor moral per expressar-la. 
Boone volia publicar la carta de Morgan al diari, però ella es va negar, i va citar el seu acord amb la biblioteca per no publicar cap carta més. Va insistir Boone, dient-li que la seva declaració pública inspiraria a altres. Morgan va cedir i el 14 de gener de 1957 al Tuscaloosa News van imprimir la seva carta.

## Càstig i mort
Poc després de la publicació de la carta, Morgan va començar a rebre més missatges d'odi i obscens pel telèfon. Molts dels seus amics la van abandonar i fins i tot la seva pròpia mare es va lamentar dels danys que suposadament va causar al nom familiar. Els abusos públics van continuar durant mesos. Durant una nit d'abril, es va cremar una creu al pati davanter de casa seva. Una vegada més, l'alcalde va exigir que la biblioteca expulsés Morgan, però el superintendent i el consell de la biblioteca van mantenir-se ferms en el seu suport al dret de Morgan per la llibertat d'expressió. Quan es va reduir el finançament per a la biblioteca de la ciutat per la quantitat de salari de Morgan, va quedar clar que el final del seu càrrec estava a prop. Mentrestant, la seva gran ansietat va augmentar i la seva salut es va deteriorar notablement.
El 15 de juliol, la seva mare va trucar a la biblioteca per dir-li que Morgan ja no podia treballar i havia decidit dimitir. El matí del 17 de juliol de 1957, la mare de Morgan va trobar la seva filla morta; al seu costat hi havia una ampolla buida de pastilles per dormir. Havia escrit una carta de suïcidi en la qual deia: "no crearé cap problema a ningú".

## Reconeixement

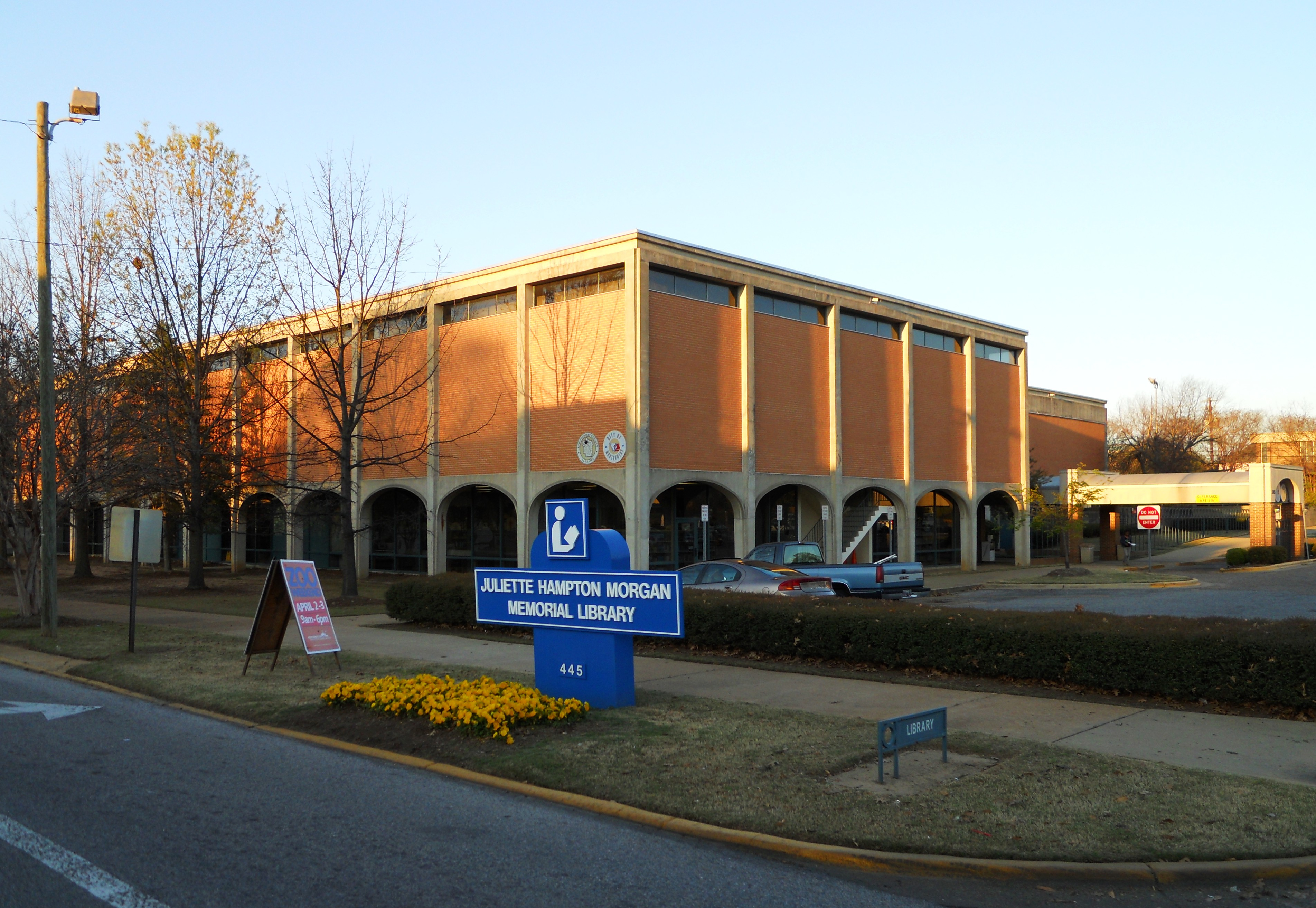
La Biblioteca Memorial Juliette Hampton de Montgomery, Alabama

A la tarda del 17 de juliol, el santuari de St John's Episcopal es va omplir gairebé amb plena capacitat pel funeral de Morgan. No obstant això, perquè l'església estava segregada, els amics negres van ser apartats al vestíbul. El Rev. Martin Luther King. va escriure posteriorment sobre la lluita heròica de Morgan i el preu que va haver de pagar al seu llibre Stride Toward Freedom: The Montgomery Story. King escriuria: 
 Aproximadament una setmana després de la protesta, una dona blanca que entenia i simpatitzava amb els esforços dels negres va escriure una carta a l'editor de Montgomery Advertiser comparant la protesta en autobús amb el moviment de Gandhi a l'Índia. La senyoreta Juliette Morgan, sensible i fràgil, no va sobreviure durant molt de temps al rebuig i la condemna de la comunitat blanca, però molt abans que morís l'estiu de 1957, el nom de Mahatma Gandhi era molt conegut a Montgomery. 
 El 3 de març de 2005, Juliette Hampton Morgan va ser introduïda al Alabama Women's Hall of Fame. Més tard aquell any, l'Ajuntament de Montgomery va votar per canviar el nom de la biblioteca pública principal pel de Juliette Hampton Morgan Memorial Library.
Els seus actes continuen inspirant a les persones a través dels diferents límits de la societat perquè treballin cap a l'equitat i la justícia per a tots.